# Haderslev Stift
Haderslev Stift er et dansk stift, der blev oprettet i 1922. Den nuværende biskop er Marianne Christiansen (siden 12. maj 2013).
Haderslev Stift omfatter flg. provstier:
- Aabenraa Provsti
- Fredericia Provsti
- Haderslev Domprovsti
- Hedensted Provsti
- Kolding Provsti
- Sønderborg Provsti
- Vejle Provsti

Stiftet omfatter også de danske menigheder i Sydslesvig (Dansk Kirke i Sydslesvig) med egen provst i Flensborg. Stiftet indeholdt tidligere desuden Vojens-Christiansfeld Provsti, der dog blev nedlagt som led i kommunalreformen i 2007.
Før 1920 hørte de sønderjyske dele af stiftet til Slesvig Stift.

## Ekstern henvisning
- Stiftets hjemmeside